# Copa Hopman de 2013
A Copa Hopman de 2013 foi a 25ª edição do torneio entre países do tênis em mistas, organizada pela Federação Internacional de Tênis.
Oito equipes competiram pelo título, sendo divididos em dois grupos de 4 equipes cada, com a melhor equipe de cada grupo avançando para a final.
A República Checa era a atual campeã. No entanto ela não foi convidada para esta edição.
A Copa Hopman de 2013 foi conquistada pela Espanha, derrotando a Sérvia na final por 2 a 1.
A Sérvia venceu a primeira partida da série e a Espanha venceu as outras duas partidas.
O tenista juvenil australiano Thanasi Kokkinakis disputou partidas por dois países diferentes. Ele substituiu Tommy Haas na terceira partida da série contra a Sérvia, jogando ao lado de Tatjana Malek. Também substituiu John Isner na série contra a Espanha, jogando a partida de simples contra Fernando Verdasco e depois jogando ao lado de Venus Williams na partida de duplas. Kokkinakis perdeu todas as partidas disputadas.

## O torneio
A Copa Hopman Hyundai de 2013 é um torneio de tênis por convite. Todas as partidas são em melhor de 3 sets com exceção da partida de duplas em que o terceiro set é no formato match tie break.

## Participantes
As equipes participantes e a distribuição nos grupos foram decididas pelos organizadores do torneio, Steve Ayles, Paul Kilderry, Kim Hames e Terry Waldron.
| Ranking | Equipe         | Tenista feminina                                                                         | Tenista masculino                                                                        |
| ------- | -------------- | ---------------------------------------------------------------------------------------- | ---------------------------------------------------------------------------------------- |
| 1       | Sérvia         | Ana Ivanovic                                                                             | Novak Djokovic                                                                           |
| 2       | Estados Unidos | Venus Williams                                                                           | John Isner (Primeiras duas séries. Desistiu por lesão) Thanasi Kokkinakis (Última série) |
| 3       | Itália         | Francesca Schiavone                                                                      | Andreas Seppi                                                                            |
| 4       | Espanha        | Anabel Medina Garrigues                                                                  | Fernando Verdasco                                                                        |
| 5       | Alemanha       | Andrea Petkovic (Primeira série. Desistiu por lesão) Tatjana Malek (Últimas duas séries) | Tommy Haas (Desistiu por lesão) Thanasi Kokkinakis (Partida de duplas da última série)   |
| 6       | África do Sul  | Chanelle Scheepers                                                                       | Kevin Anderson                                                                           |
| 7       | França         | Mathilde Johansson                                                                       | Jo-Wilfried Tsonga                                                                       |
| 8       | Austrália      | Ashleigh Barty                                                                           | Bernard Tomic                                                                            |

## Fase de grupos

### Grupo A
As partidas estão no fuso horário da Austrália (UTC+8).
| Pos. | Equipe    | V | L | Jogos | Sets | Games  |
| ---- | --------- | - | - | ----- | ---- | ------ |
| 1    | Sérvia    | 3 | 0 | 7–2   | 14–5 | 103–55 |
| 2    | Austrália | 2 | 1 | 6–3   | 14–8 | 104–64 |
| 3    | Itália    | 1 | 2 | 4–5   | 8–12 | 84–104 |
| 4    | Alemanha  | 0 | 3 | 1–8   | 5–16 | 49–117 |

#### Alemanha vs. Austrália
| Alemanha 0 | Perth Arena, Perth 29 de dezembro de 2012, 17:45 duro (coberto) | Perth Arena, Perth 29 de dezembro de 2012, 17:45 duro (coberto) | Austrália 3 |     |     |            |
| \| \| \| \| 1 \| 2 \| 3 \| \| \| - \| \| ----------------------------------------------------------- \| ---- \| --- \| --- \| ---------- \| \| 1 \| \| Tommy Haas Bernard Tomic \| 6 78 \| 6 3 \| 5 7 \| \| \| 2 \| \| Andrea Petkovic Ashleigh Barty \| 6 4 \| \| \| retirou-se \| \| 3 \| \| Andrea Petkovic / Tommy Haas Ashleigh Barty / Bernard Tomic \| \| \| \| w/o \| |                                                                 |                                                                 |             |     |     |            |
| |                                                                 |                                                                 | 1           | 2   | 3   |            |
| 1 | Alemanha · Austrália                                            | Tommy Haas Bernard Tomic                                        | 6 78        | 6 3 | 5 7 |            |
| 2 | Alemanha · Austrália                                            | Andrea Petkovic Ashleigh Barty                                  | 6 4         |     |     | retirou-se |
| 3 | Alemanha · Austrália                                            | Andrea Petkovic / Tommy Haas Ashleigh Barty / Bernard Tomic     |             |     |     | w/o        |

A Austrália foi declarada vencedora das duas últimas partidas por duplo 6-0.

#### Sérvia vs. Itália
| Sérvia 2 | Perth Arena, Perth 31 de dezembro de 2012, 10:00 Piso duro (coberto) | Perth Arena, Perth 31 de dezembro de 2012, 10:00 Piso duro (coberto) | Itália 1 |     |   |  |
| \| \| \| \| 1 \| 2 \| 3 \| \| \| - \| \| ----------------------------------------------------------------- \| ---- \| --- \| - \| \| \| 1 \| \| Ana Ivanovic Francesca Schiavone \| 6 0 \| 6 4 \| \| \| \| 2 \| \| Novak Djokovic Andreas Seppi \| 6 3 \| 6 4 \| \| \| \| 3 \| \| Ana Ivanovic / Novak Djokovic Francesca Schiavone / Andreas Seppi \| 64 7 \| 4 6 \| \| \| |                                                                      |                                                                      |          |     |   |  |
| |                                                                      |                                                                      | 1        | 2   | 3 |  |
| 1 | Sérvia · Itália                                                      | Ana Ivanovic Francesca Schiavone                                     | 6 0      | 6 4 |   |  |
| 2 | Sérvia · Itália                                                      | Novak Djokovic Andreas Seppi                                         | 6 3      | 6 4 |   |  |
| 3 | Sérvia · Itália                                                      | Ana Ivanovic / Novak Djokovic Francesca Schiavone / Andreas Seppi    | 64 7     | 4 6 |   |  |

#### Itália vs. Alemanha
| Itália 2 | Perth Arena, Perth 2 de janeiro de 2013, 10:00 Piso duro (coberto) | Perth Arena, Perth 2 de janeiro de 2013, 10:00 Piso duro (coberto) | Alemanha 1 |      |     |  |
| \| \| \| \| 1 \| 2 \| 3 \| \| \| - \| \| -------------------------------------------------------------- \| ---- \| ---- \| --- \| \| \| 1 \| \| Andreas Seppi Tommy Haas \| 63 7 \| 67 9 \| \| \| \| 2 \| \| Francesca Schiavone Tatjana Malek \| 3 6 \| 6 3 \| 6 3 \| \| \| 3 \| \| Francesca Schiavone / Andreas Seppi Tatjana Malek / Tommy Haas \| 6 4 \| 7 5 \| \| \| |                                                                    |                                                                    |            |      |     |  |
| |                                                                    |                                                                    | 1          | 2    | 3   |  |
| 1 | Itália · Alemanha                                                  | Andreas Seppi Tommy Haas                                           | 63 7       | 67 9 |     |  |
| 2 | Itália · Alemanha                                                  | Francesca Schiavone Tatjana Malek                                  | 3 6        | 6 3  | 6 3 |  |
| 3 | Itália · Alemanha                                                  | Francesca Schiavone / Andreas Seppi Tatjana Malek / Tommy Haas     | 6 4        | 7 5  |     |  |

#### Sérvia vs. Austrália
| Sérvia 2 | Perth Arena, Perth 2 de janeiro de 2013, 17:45 Piso duro (coberto) | Perth Arena, Perth 2 de janeiro de 2013, 17:45 Piso duro (coberto) | Austrália 1 |        |          |  |
| \| \| \| \| 1 \| 2 \| 3 \| \| \| - \| \| ------------------------------------------------------------ \| --- \| ------ \| -------- \| \| \| 1 \| \| Novak Djokovic Bernard Tomic \| 4 6 \| 4 6 \| \| \| \| 2 \| \| Ana Ivanovic Ashleigh Barty \| 6 2 \| 6 3 \| \| \| \| 3 \| \| Ana Ivanovic / Novak Djokovic Ashleigh Barty / Bernard Tomic \| 6 4 \| 68 710 \| [10] [6] \| \| |                                                                    |                                                                    |             |        |          |  |
| |                                                                    |                                                                    | 1           | 2      | 3        |  |
| 1 | Sérvia · Austrália                                                 | Novak Djokovic Bernard Tomic                                       | 4 6         | 4 6    |          |  |
| 2 | Sérvia · Austrália                                                 | Ana Ivanovic Ashleigh Barty                                        | 6 2         | 6 3    |          |  |
| 3 | Sérvia · Austrália                                                 | Ana Ivanovic / Novak Djokovic Ashleigh Barty / Bernard Tomic       | 6 4         | 68 710 | [10] [6] |  |

#### Itália vs. Austrália
| Itália 1 | Perth Arena, Perth 3 de janeiro de 2013, 17:45 Piso duro (coberto) | Perth Arena, Perth 3 de janeiro de 2013, 17:45 Piso duro (coberto) | Austrália 2 |     |          |  |
| \| \| \| \| 1 \| 2 \| 3 \| \| \| - \| \| ------------------------------------------------------------------ \| --- \| --- \| -------- \| \| \| 1 \| \| Andreas Seppi Bernard Tomic \| 3 6 \| 5 7 \| \| \| \| 2 \| \| Francesca Schiavone Ashleigh Barty \| 0 6 \| 3 6 \| \| \| \| 3 \| \| Francesca Schiavone / Andreas Seppi Ashleigh Barty / Bernard Tomic \| 2 6 \| 6 4 \| [10] [3] \| \| |                                                                    |                                                                    |             |     |          |  |
| |                                                                    |                                                                    | 1           | 2   | 3        |  |
| 1 | Itália · Austrália                                                 | Andreas Seppi Bernard Tomic                                        | 3 6         | 5 7 |          |  |
| 2 | Itália · Austrália                                                 | Francesca Schiavone Ashleigh Barty                                 | 0 6         | 3 6 |          |  |
| 3 | Itália · Austrália                                                 | Francesca Schiavone / Andreas Seppi Ashleigh Barty / Bernard Tomic | 2 6         | 6 4 | [10] [3] |  |

#### Sérvia vs. Alemanha
| Sérvia 3 | Perth Arena, Perth 4 de janeiro de 2013, 17:45 Piso duro (coberto) | Perth Arena, Perth 4 de janeiro de 2013, 17:45 Piso duro (coberto) | Alemanha 0 |     |   |  |
| \| \| \| \| 1 \| 2 \| 3 \| \| \| - \| \| ---------------------------------------------------------------- \| --- \| --- \| - \| \| \| 1 \| \| Novak Djokovic Tommy Haas \| 6 2 \| 6 0 \| \| \| \| 2 \| \| Ana Ivanovic Tatjana Malek \| 6 0 \| 6 1 \| \| \| \| 3 \| \| Ana Ivanovic / Novak Djokovic Tatjana Malek / Thanasi Kokkinakis \| 6 2 \| 7 5 \| \| \| |                                                                    |                                                                    |            |     |   |  |
| |                                                                    |                                                                    | 1          | 2   | 3 |  |
| 1 | Sérvia · Alemanha                                                  | Novak Djokovic Tommy Haas                                          | 6 2        | 6 0 |   |  |
| 2 | Sérvia · Alemanha                                                  | Ana Ivanovic Tatjana Malek                                         | 6 0        | 6 1 |   |  |
| 3 | Sérvia · Alemanha                                                  | Ana Ivanovic / Novak Djokovic Tatjana Malek / Thanasi Kokkinakis   | 6 2        | 7 5 |   |  |

A Sérvia foi declarada vencedora na partida de duplas por duplo 6–0 devido a desistência de Tommy Haas.

### Grupo B
As partidas estão no fuso horário da Austrália (UTC+8).
| Pos. | Equipe         | V | L | Jogos | Sets  | Games   |
| ---- | -------------- | - | - | ----- | ----- | ------- |
| 1    | Espanha        | 3 | 0 | 7–2   | 14–5  | 103–54  |
| 2    | Estados Unidos | 2 | 1 | 4–5   | 8–13  | 74–102  |
| 3    | África do Sul  | 1 | 2 | 4–5   | 10–11 | 100–103 |
| 4    | França         | 0 | 3 | 3–6   | 9–12  | 88–106  |

#### Espanha vs. África do Sul
| Espanha 2 | Perth Arena, Perth 29 de dezembro de 2012, 10:00 Piso duro (coberto) | Perth Arena, Perth 29 de dezembro de 2012, 10:00 Piso duro (coberto)            | África do Sul 1 |      |          |  |
| \| \| \| \| 1 \| 2 \| 3 \| \| \| - \| \| ------------------------------------------------------------------------------- \| ---- \| ---- \| -------- \| \| \| 1 \| \| Fernando Verdasco Kevin Anderson \| 65 7 \| 4 6 \| \| \| \| 2 \| \| Anabel Medina Garrigues Chanelle Scheepers \| 6 4 \| 6 2 \| \| \| \| 3 \| \| Anabel Medina Garrigues / Fernando Verdasco Chanelle Scheepers / Kevin Anderson \| 6 4 \| 64 7 \| [10] [8] \| \| |                                                                      |                                                                                 |                 |      |          |  |
| |                                                                      |                                                                                 | 1               | 2    | 3        |  |
| 1 | Espanha · África do Sul                                              | Fernando Verdasco Kevin Anderson                                                | 65 7            | 4 6  |          |  |
| 2 | Espanha · África do Sul                                              | Anabel Medina Garrigues Chanelle Scheepers                                      | 6 4             | 6 2  |          |  |
| 3 | Espanha · África do Sul                                              | Anabel Medina Garrigues / Fernando Verdasco Chanelle Scheepers / Kevin Anderson | 6 4             | 64 7 | [10] [8] |  |

#### Estados Unidos vs. África do Sul
| Estados Unidos 2 | Perth Arena, Perth 30 de dezembro de 2012, 10:00 Piso duro (coberto) | Perth Arena, Perth 30 de dezembro de 2012, 10:00 Piso duro (coberto) | África do Sul 1 |      |     |  |
| \| \| \| \| 1 \| 2 \| 3 \| \| \| - \| \| --------------------------------------------------------------- \| ---- \| ---- \| --- \| \| \| 1 \| \| Venus Williams Chanelle Scheepers \| 4 6 \| 6 2 \| 6 3 \| \| \| 2 \| \| John Isner Kevin Anderson \| 60 7 \| 65 7 \| \| \| \| 3 \| \| Venus Williams / John Isner Chanelle Scheepers / Kevin Anderson \| 6 3 \| 6 2 \| \| \| |                                                                      |                                                                      |                 |      |     |  |
| |                                                                      |                                                                      | 1               | 2    | 3   |  |
| 1 | Estados Unidos · África do Sul                                       | Venus Williams Chanelle Scheepers                                    | 4 6             | 6 2  | 6 3 |  |
| 2 | Estados Unidos · África do Sul                                       | John Isner Kevin Anderson                                            | 60 7            | 65 7 |     |  |
| 3 | Estados Unidos · África do Sul                                       | Venus Williams / John Isner Chanelle Scheepers / Kevin Anderson      | 6 3             | 6 2  |     |  |

#### Espanha vs. França
| Espanha 2 | Perth Arena, Perth 30 de dezembro de 2012, 17:45 Piso duro (coberto) | Perth Arena, Perth 30 de dezembro de 2012, 17:45 Piso duro (coberto)                | França 1 |     |   |  |
| \| \| \| \| 1 \| 2 \| 3 \| \| \| - \| \| ----------------------------------------------------------------------------------- \| --- \| --- \| - \| \| \| 1 \| \| Fernando Verdasco Jo-Wilfried Tsonga \| 5 7 \| 3 6 \| \| \| \| 2 \| \| Anabel Medina Garrigues Mathilde Johansson \| 6 3 \| 6 2 \| \| \| \| 3 \| \| Anabel Medina Garrigues / Fernando Verdasco Mathilde Johansson / Jo-Wilfried Tsonga \| 6 3 \| 6 3 \| \| \| |                                                                      |                                                                                     |          |     |   |  |
| |                                                                      |                                                                                     | 1        | 2   | 3 |  |
| 1 | Espanha · França                                                     | Fernando Verdasco Jo-Wilfried Tsonga                                                | 5 7      | 3 6 |   |  |
| 2 | Espanha · França                                                     | Anabel Medina Garrigues Mathilde Johansson                                          | 6 3      | 6 2 |   |  |
| 3 | Espanha · França                                                     | Anabel Medina Garrigues / Fernando Verdasco Mathilde Johansson / Jo-Wilfried Tsonga | 6 3      | 6 3 |   |  |

#### Estados Unidos vs. França
| Estados Unidos 2 | Perth Arena, Perth 1 de janeiro de 2013, 17:45 Piso duro (coberto) | Perth Arena, Perth 1 de janeiro de 2013, 17:45 Piso duro (coberto)  | França 1 |     |          |  |
| \| \| \| \| 1 \| 2 \| 3 \| \| \| - \| \| ------------------------------------------------------------------- \| ---- \| --- \| -------- \| \| \| 1 \| \| John Isner Jo-Wilfried Tsonga \| 3 6 \| 2 6 \| \| \| \| 2 \| \| Venus Williams Mathilde Johansson \| 3 6 \| 7 5 \| 6 4 \| \| \| 3 \| \| Venus Williams / John Isner Mathilde Johansson / Jo-Wilfried Tsonga \| 65 7 \| 6 2 \| [10] [8] \| \| |                                                                    |                                                                     |          |     |          |  |
| |                                                                    |                                                                     | 1        | 2   | 3        |  |
| 1 | Estados Unidos · França                                            | John Isner Jo-Wilfried Tsonga                                       | 3 6      | 2 6 |          |  |
| 2 | Estados Unidos · França                                            | Venus Williams Mathilde Johansson                                   | 3 6      | 7 5 | 6 4      |  |
| 3 | Estados Unidos · França                                            | Venus Williams / John Isner Mathilde Johansson / Jo-Wilfried Tsonga | 65 7     | 6 2 | [10] [8] |  |

#### Estados Unidos vs. Espanha
| Estados Unidos 1 | Perth Arena, Perth 3 de janeiro de 2013, 10:00 Piso duro (coberto) | Perth Arena, Perth 3 de janeiro de 2013, 10:00 Piso duro (coberto)              | Espanha 2 |     |   |  |
| \| \| \| \| 1 \| 2 \| 3 \| \| \| - \| \| ------------------------------------------------------------------------------- \| ---- \| --- \| - \| \| \| 1 \| \| Thanasi Kokkinakis Fernando Verdasco \| 64 7 \| 3 6 \| \| \| \| 2 \| \| Venus Williams Anabel Medina Garrigues \| 6 3 \| 6 4 \| \| \| \| 3 \| \| Venus Williams / Thanasi Kokkinakis Anabel Medina Garrigues / Fernando Verdasco \| 1 6 \| 3 6 \| \| \| |                                                                    |                                                                                 |           |     |   |  |
| |                                                                    |                                                                                 | 1         | 2   | 3 |  |
| 1 | Estados Unidos · Espanha                                           | Thanasi Kokkinakis Fernando Verdasco                                            | 64 7      | 3 6 |   |  |
| 2 | Estados Unidos · Espanha                                           | Venus Williams Anabel Medina Garrigues                                          | 6 3       | 6 4 |   |  |
| 3 | Estados Unidos · Espanha                                           | Venus Williams / Thanasi Kokkinakis Anabel Medina Garrigues / Fernando Verdasco | 1 6       | 3 6 |   |  |

A Espanha foi declarada vencedora das três partidas por duplo 6-0 por desistência de John Isner.

#### África do Sul vs. França
| África do Sul 2 | Perth Arena, Perth 4 de janeiro de 2013, 10:00 Piso duro (coberto) | Perth Arena, Perth 4 de janeiro de 2013, 10:00 Piso duro (coberto)          | França 1 |      |     |            |
| \| \| \| \| 1 \| 2 \| 3 \| \| \| - \| \| --------------------------------------------------------------------------- \| ---- \| ---- \| --- \| ---------- \| \| 1 \| \| Chanelle Scheepers Mathilde Johansson \| 4 6 \| 6 4 \| 6 4 \| \| \| 2 \| \| Kevin Anderson Jo-Wilfried Tsonga \| 63 7 \| 64 7 \| \| \| \| 3 \| \| Chanelle Scheepers / Kevin Anderson Mathilde Johansson / Jo-Wilfried Tsonga \| 6 3 \| \| \| retirou-se \| |                                                                    |                                                                             |          |      |     |            |
| |                                                                    |                                                                             | 1        | 2    | 3   |            |
| 1 | África do Sul · França                                             | Chanelle Scheepers Mathilde Johansson                                       | 4 6      | 6 4  | 6 4 |            |
| 2 | África do Sul · França                                             | Kevin Anderson Jo-Wilfried Tsonga                                           | 63 7     | 64 7 |     |            |
| 3 | África do Sul · França                                             | Chanelle Scheepers / Kevin Anderson Mathilde Johansson / Jo-Wilfried Tsonga | 6 3      |      |     | retirou-se |

A África do Sul foi declarada vencedora na partida de duplas por duplo 6–0.

## Final

### Sérvia vs. Espanha
| Sérvia 1 | Perth Arena, Perth 5 de janeiro de 2013, 17:45 Piso duro (coberto) | Perth Arena, Perth 5 de janeiro de 2013, 17:45 Piso duro (coberto)        | Espanha 2 |      |     |  |
| \| \| \| \| 1 \| 2 \| 3 \| \| \| - \| \| ------------------------------------------------------------------------- \| --- \| ---- \| --- \| \| \| 1 \| \| Novak Djokovic Fernando Verdasco \| 6 3 \| 7 5 \| \| \| \| 2 \| \| Ana Ivanovic Anabel Medina Garrigues \| 4 6 \| 7 63 \| 2 6 \| \| \| 3 \| \| Ana Ivanovic / Novak Djokovic Anabel Medina Garrigues / Fernando Verdasco \| 4 6 \| 5 7 \| \| \| |                                                                    |                                                                           |           |      |     |  |
| |                                                                    |                                                                           | 1         | 2    | 3   |  |
| 1 | Sérvia · Espanha                                                   | Novak Djokovic Fernando Verdasco                                          | 6 3       | 7 5  |     |  |
| 2 | Sérvia · Espanha                                                   | Ana Ivanovic Anabel Medina Garrigues                                      | 4 6       | 7 63 | 2 6 |  |
| 3 | Sérvia · Espanha                                                   | Ana Ivanovic / Novak Djokovic Anabel Medina Garrigues / Fernando Verdasco | 4 6       | 5 7  |     |  |